# Casomorphin
Casomorphine sind Peptide, die bei der Verdauung von Milchproteinen entstehen (Exorphine). Bestimmte Mitglieder dieser Stoffgruppe können eine analgetische Wirkung haben. Studien konnten jedoch weder eine Aufnahme intakter Casomorphin-Moleküle über den Darm, noch einen Transportweg für diese über die Blut-Hirn-Schranke feststellen.
In der Krebsforschung wird seine schmerzstillende Wirkung untersucht. Auch soll es blutdrucksenkende Wirkung haben.
Intakt absorbiert hätten sie, wenn sie an spezifische Opioidrezeptoren binden würden, eine den exogenen Opioiden ähnliche Wirkung:
1. Hemmung der Darmperistaltik (unwillkürliche Eigenbeweglichkeit).
2. Hemmung der Sekretion von Elektrolyten mit gleichzeitiger Förderung der Aufnahme (Absorption) von Elektrolyten.